# Rollo Beck

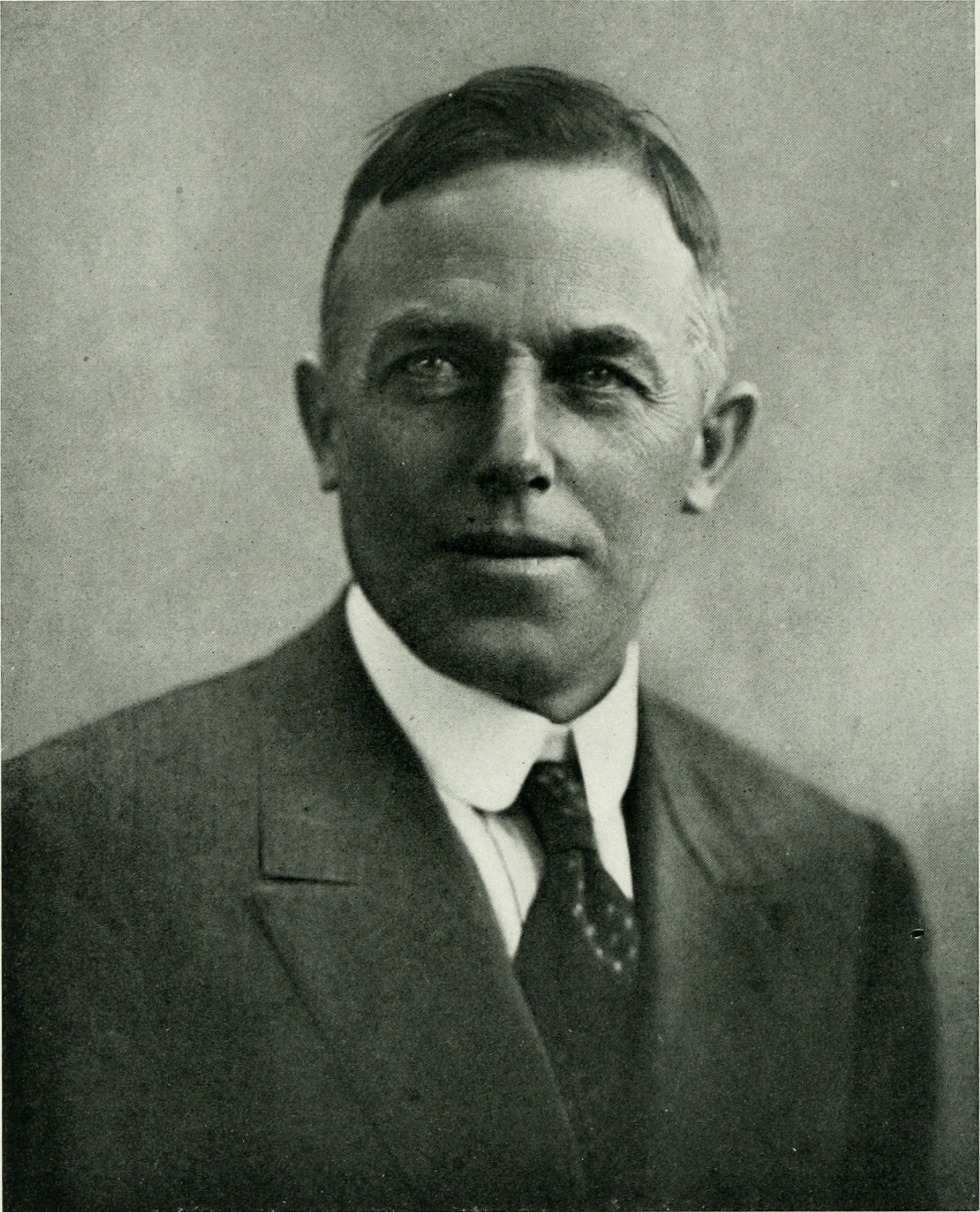
Rollo Howard Beck

Rollo Howard Beck (* 26. August 1870 in Los Gatos, Kalifornien; † 22. November 1950 in Planada, Kalifornien) war ein US-amerikanischer Tiersammler und Ornithologe.

## Leben
Vor dem Ende der achten Klasse verließ Beck die Schule, um bei Frank H. Holmes, einem örtlichen Farmer und Amateur-Ornithologen, das Präparationshandwerk zu erlernen. Zunächst sammelte Beck Vögel, um seine eigene Neugierde zu befriedigen, dann wurde er jedoch ein professioneller Sammler, der im Auftrag der California Academy of Sciences, des Museum of Vertebrate Zoology in Berkeley, des American Museum of Natural History und des Walter Rothschild Zoological Museum (heute Natural History Museum) in Tring, England, tätig war. Im Alter von 14 Jahren präparierte er sein erstes Museumsexemplar, eine Unterart der Texasnachtschwalbe, die er am 30. Juni 1885 in Berryessa, Kalifornien, gesammelt hatte. 1894 wurde Beck Mitglied in der American Ornithologists’ Union und im Cooper Ornithological Club (später Cooper Ornithological Society), wo er Kontakte zu anderen Ornithologen in den Vereinigten Staaten und weltweit knüpfte. Beck sammelte nicht nur in der Region seiner Heimatstadt, sondern unternahm alsbald auch Exkursionen in die Sierra Nevada und auf die Kanalinseln vor der Küste Südkaliforniens. 1897 nahm Beck an der Webster-Harris-Expedition zu den Galápagos-Inseln teil, die im Auftrag von Walter Rothschild Galápagos-Riesenschildkröten sammelte. Von 1901 bis 1902 unternahm er seine erste eigene Sammelexpedition nach Galápagos. Von 1905 bis 1906 sammelte Beck Seevögel entlang der Pazifikküste von Kalifornien und Mexiko im Auftrag der California Academy of Sciences und von 1907 bis 1908 für das Museum of Vertebrate Zoology. Am 11. August 1909 heiratete Beck Ida May Menzies, die auf vielen Expeditionen seine Assistentin wurde. Ida Beck lernte selbst Vögel zu sammeln und zu präpapieren. So sammelte sie beispielsweise das Typusexemplar des Guadalcanalhonigfressers (Guadalcanaria inexpectata), das sich im American Museum of Natural History befindet.

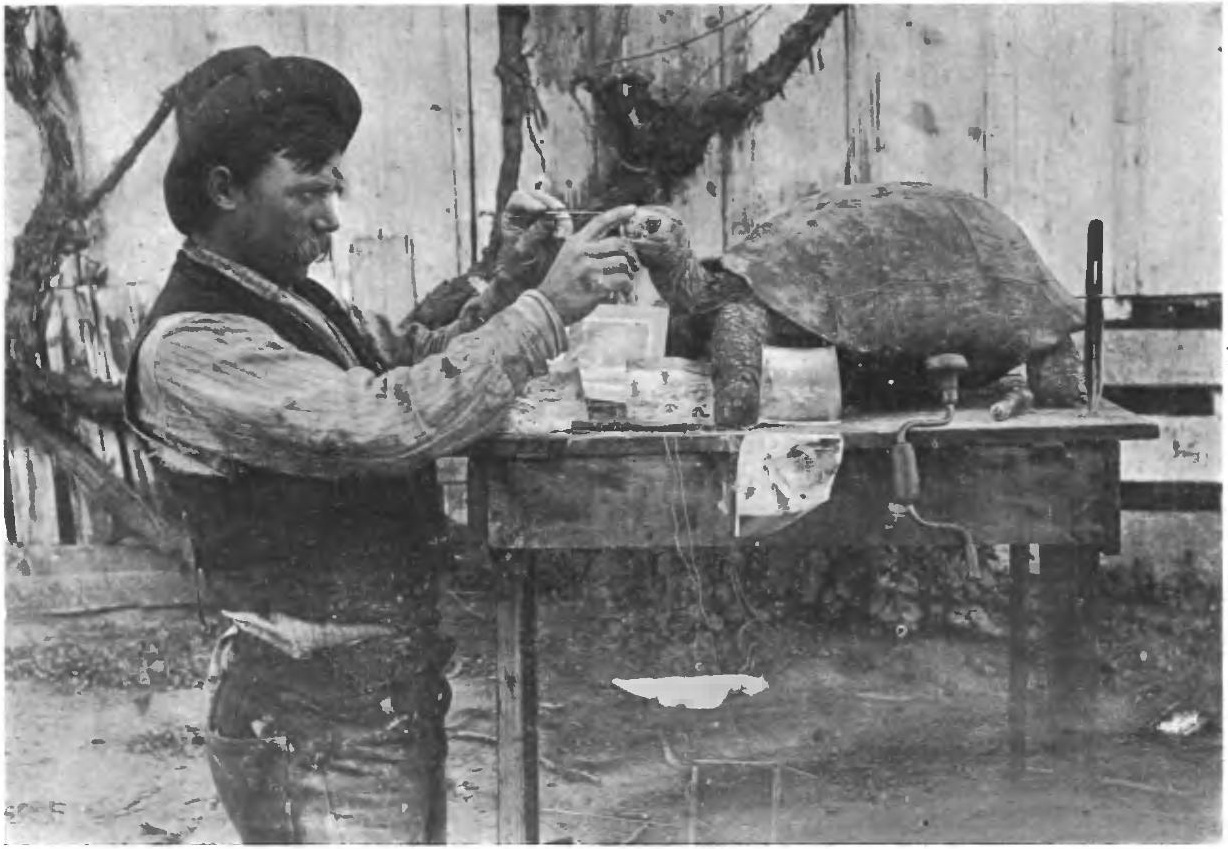
Beck beim Präparieren einer Galápagos-Riesenschildkröte

Von 1920 bis 1928 war Beck Leiter der Whitney South Seas Expedition, einer mehrjährigen Forschungsreise (1920–1932), die im Auftrag des American Museum of Natural History durchgeführt wurde. Die Expedition wurde von Leonard C. Sanford initiiert und von Harry Payne Whitney, einem Pferdezüchter für Englisches Vollblut und Philanthropen, finanziert. Als Forschungsschiff diente die France, ein 75.000-Tonnen-Schoner aus Tahiti. Während dieser Expedition besuchte Beck über 600 Inseln und Inselchen sowie über 1000 Örtlichkeiten. Als Beck 1929 nach Kalifornien zurückkehrte, hatte die Whitney South Seas Expedition über 40.000 Vogelbälge zusammengetragen.

## Dedikationsnamen
Nach Rollo Beck wurden folgenden Arten und Unterarten benannt: die Wolf-Riesenschildkröte (Chelonoidis becki), Sceloporus becki, Sphaerodactylus becki, der Salomonensturmvogel (Pseudobulweria becki), Dicaeum aeneum becki (Unterart des Bronzemistelfressers), Certhidea fusca becki (Unterart des Blindloedarwinfinks), Meliphaga orientalis becki (Unterart des Schlankschnabel-Honigfressers), Petroica multicolor becki (Unterart des Südsee-Scharlachschnäppers), Phylloscopus poliocephalus becki (Unterart des Papualaubsängers), Collocalia esculenta becki (Unterart der Glanzkopfsalangane), Turdus poliocephalus becki (Unterart der Südseedrossel), Philoceanus becki und Epiplema becki.